# Хизриев, Анзор Русланович
Анзо́р Русла́нович Хизри́ев (род. 15 марта 1994 или 31 октября 1990, Чечня) — российский борец вольного стиля, чемпион Европейских игр 2019 года, бронзовый призёр чемпионата Европы 2019 года, чемпион и призёр чемпионатов России, абсолютный чемпион России, мастер спорта России международного класса.

## Карьера
Выступает в супертяжёлой весовой категории (до 125 кг). Серебряный призёр Кубка мира в командном зачёте. Член сборной команды России по борьбе с 2014 года. Участник чемпионатов мира 2017 и 2018 годов (оба раза 5-е место). По национальности чеченец. Проживает в Санкт-Петербурге. Выпускник Военно-медицинской академии Санкт-Петербурга.
На чемпионате России 2021 года в Улан-Удэ Анзор должен быть встретиться со своим младшим братом Зелимханом в схватке за бронзовую медаль. Но Зелимхан не явился на схватку, уступив медаль своему брату, как он сам впоследствии сказал, «по закону гор».

## Спортивные результаты
- Кубок памяти Ивана Ярыгина 2024;
- Чемпионат России по вольной борьбе 2021;
- Гран-при «Иван Ярыгин» (Красноярск, 2019);
- Абсолютный чемпионат России по вольной борьбе 2018[8][9];
- Чемпионат России по вольной борьбе 2018;
- Чемпионат России по вольной борьбе 2017;
- Чемпионат России по вольной борьбе 2016;
- Гран-при «Иван Ярыгин» (Красноярск, 2016);
- Гран-при «Иван Ярыгин» (Красноярск, 2014).